# Tramway de Cöpenick

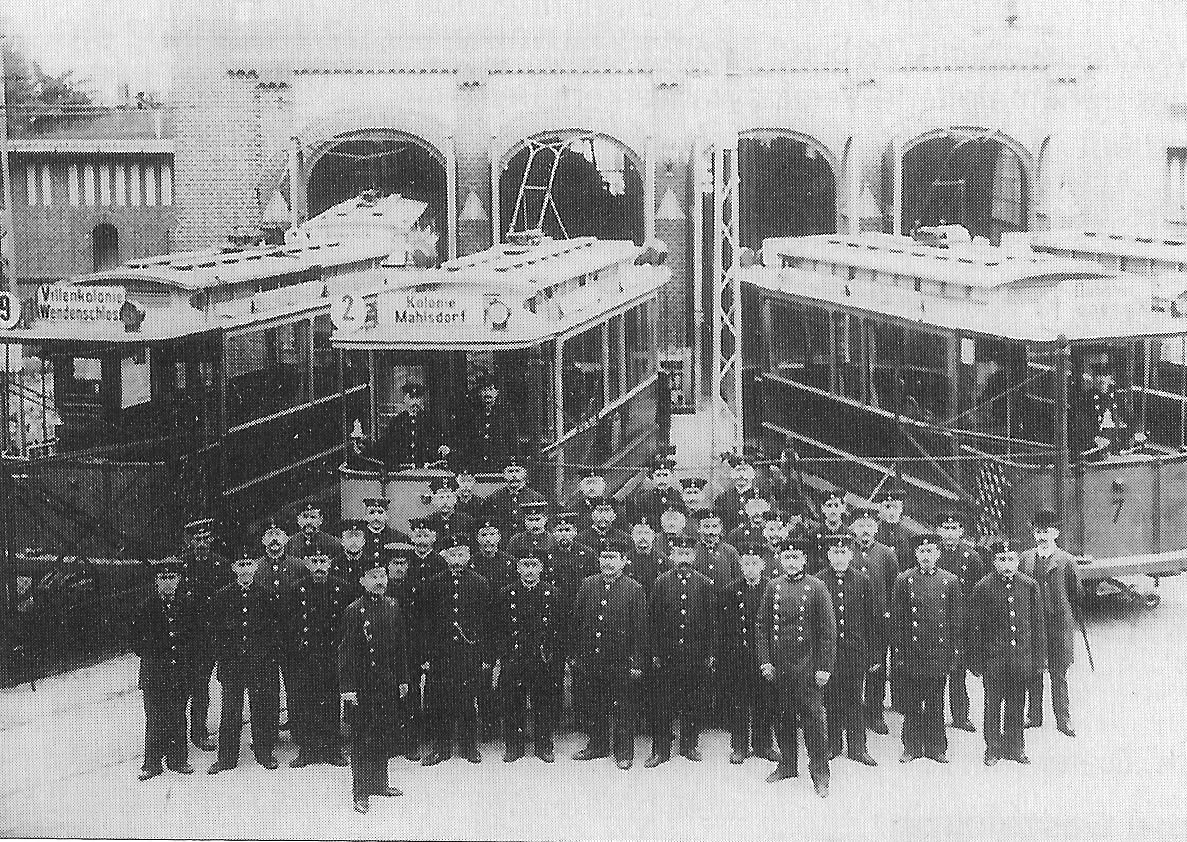
Personnel du tramway de Cöpenick, en 1906.

Le tramway de Cöpenick (Städtische Straßenbahn Cöpenick, ou SSC, en allemand) est un ancien réseau de tramway qui a desservi la ville de Cöpenick, aujourd'hui quartier de Berlin, de 1882 à 1920, année de son intégration au réseau du Grand Berlin.